# Iglesia luterana de Temuco
La Iglesia luterana de Temuco es una congregación e iglesia protestante chilena de culto luterano bilingüe (en alemán y español) ubicada en la ciudad de Temuco, provincia de Cautín. Fundada en 1907, es la única iglesia de esta denominación cristiana en la Región de La Araucanía. A través del Consejo Sinodal, la comunidad forma parte de la Iglesia Luterana en Chile (ILCH), la que a su vez integra la Federación Luterana Mundial.

## Historia
La comunidad luterana de Temuco comenzó a establecerse a comienzos del siglo XX, con la llegada de inmigrantes de dicha fe, en especial colonos alemanes y suizos que formaron parte del proceso de colonización europea de la Araucanía y sus descendientes, tanto en la ciudad como de las localidades aledañas más pequeñas, quienes emigraron bajo el fenómeno de la migración campo-ciudad. En sus inicios, la iglesia solo ofrecía sus servicios religiosos en alemán, al ser la lengua hablada por la mayoría de sus miembros y sus pastores provenientes de Alemania; no obstante, con el paso del tiempo y como parte de un proceso de integración social y aculturación, comenzaron a darse cultos en español chileno, coincidiendo también con la ordenación de pastores de nacionalidad chilena. El primer templo fue construido en calle Varas, siendo inaugurado en 1907, sin embargo, en 1972, la comunidad se trasladó a su actual templo, de mayores dimensiones y edificado en estilo moderno emplazado en la Avenida Alemania. Actualmente ofrece servicios religiosos tanto en alemán como en español.